# Света Троица Маврикийска
Църквата „Света Троица Маврикийска“ е кръстообразен храм с малки размери, сложна конструкция и уникалност. Археолозите са на мнение, че е действаща в продължение на около 1000 години, от VI век до XVI век. След това земетресение или аномалия отклоняват водите на река Еримица или Ермица към мястото на което се намира „Света Троица“ и тя постепенно потъва във водите и калта. 
Църквата се намира близо до езорото „Лизимахия“. Тя е паметник на културата от 1969 г.